# Uber (Unternehmen)
Uber (benannt nach dem englischen Germanismus uber für „über“) ist ein US-amerikanisches Dienstleistungsunternehmen mit Sitz in San Francisco. Es bietet in vielen Städten der Welt Online-Vermittlungsdienste zur Personenbeförderung an. In Deutschland vermittelt Uber ausschließlich Fahrten an lizenzierte Mietwagenunternehmen. Verfügbar sind die Optionen UberX, Green, Premium, UberXL und Taxi. Früher vermittelte Uber über UberPop Fahrten an private Fahrer mit eigenem Auto. Diese Option wurde in Deutschland gerichtlich verboten. Die Vermittlung erfolgt über eine mobile App oder eine Website. Das Unternehmen erhebt dabei eine Provision von mehr als 25 Prozent des Fahrpreises. Die App zählt zu den Taxi-Apps. Schrittweise kamen und kommen weitere Fahrdienstleistungen hinzu, beispielsweise die Essensauslieferung UberEats.

## Unternehmen

### Firmenleitung, Entwicklung und Beteiligungen

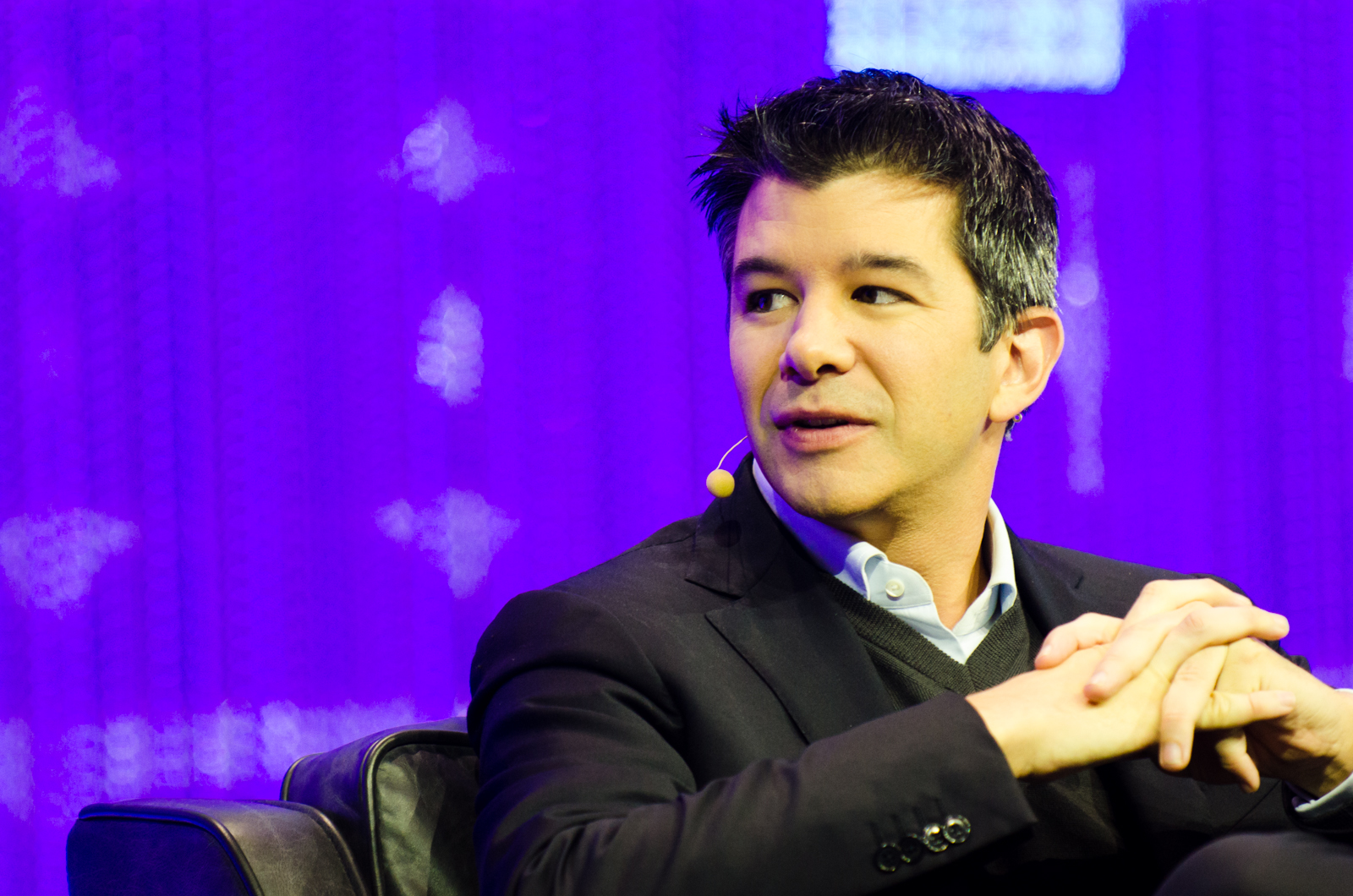
Uber-Gründer Travis Kalanick (2013)
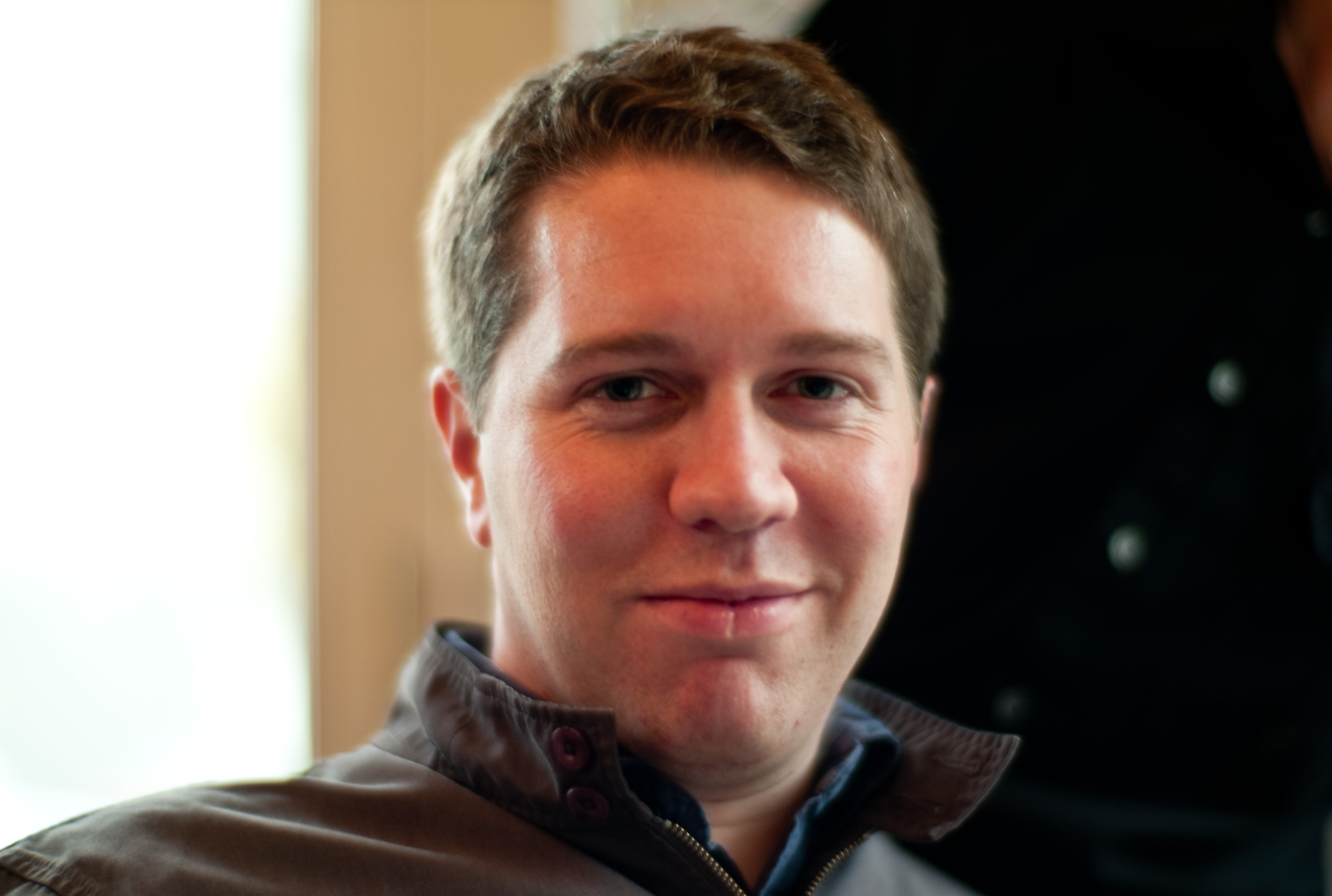
Uber-Gründer Garrett Camp (2009)

Garrett Camp und Travis Kalanick (später CEO) haben Uber im Jahr 2009 ursprünglich als Limousinenservice in San Francisco gegründet. Im Jahr 2013 war bereits ein Umsatz von 213 Millionen US-Dollar erreicht. Eine geleakte, für potenzielle Investoren gedachte Präsentation mit Daten vom Juni 2015 prognostizierte für das Jahr 2015 Fahrtenbuchungen in Höhe von 11 Milliarden US-Dollar; laut dem Nachrichtendienst Reuters gehen davon 20 Prozent an Uber, was für die Firma einen Umsatz von etwa zwei Milliarden US-Dollar bedeutet. Hinter dem Unternehmen stecken nach eigenem Bekunden die Investoren Benchmark Capital, Goldman Sachs und GV, First Round Capital, Menlo Ventures und Lowercase Capital. Anfang Juni 2014 erhielt das Unternehmen 1,2 Milliarden US-Dollar Risikokapital von Investoren wie Google und Goldman Sachs. Auch das chinesische Internetunternehmen Baidu wollte sich mit 600 Millionen US-Dollar an Uber beteiligen, während der chinesische Staatsfonds China Investment Corporation (CIC) plant, in den Uber-Konkurrenten Didi Kuaidi zu investieren.
Nach einer Ende Juli 2015 abgeschlossenen Finanzierungsrunde erreichte Uber damit eine Bewertung von über 50 Milliarden US-Dollar. Im Juni 2014 waren es noch 17 Milliarden US-Dollar.
Im Mai 2016 gab auch der Automobilhersteller Toyota bekannt, sich an Uber zu beteiligen.
Der Börsengang erfolgte am 10. Mai 2019. Ubers größter Konkurrent in Nordamerika, Lyft, kam dem Unternehmen jedoch am 28. März 2019 mit dem Gang an die New Yorker Börse zuvor. Auch PayPal beteiligt sich mit 500 Millionen US-Dollar an Uber. Im Juni 2019 wurde bekannt, dass sich Uber an der Internetwährung Libra beteiligt hat.
2018 betrug der Umsatz 11,3 Mrd. US-Dollar, wobei ein Verlust in Höhe von 1,8 Mrd. US-Dollar erzielt wurde.
Uber meldete am 9. Februar 2024 einen Nettogewinn von 1,9 Mrd. USD für das Jahr 2023, verglichen mit einem Verlust von 9,1 Mrd. USD im Jahr 2022.

### Weltweite Präsenz und Ausdehnung des Geschäfts
Mitte Juni 2016 war der Dienst in 471 Städten vertreten (September 2014: 200 Städte), davon im deutschsprachigen Raum in Berlin, Hamburg, München, Frankfurt am Main, Düsseldorf, Wien und Zürich. Die Stadt Köln war 2015 im Gespräch, dies wurde 2016 verworfen. In den allermeisten Städten wird nicht die gesamte Palette aus UberPop, UberBlack, UberX, UberTaxi, UberSUV usw. angeboten, beispielsweise gab es in Wien bis August 2014 lediglich UberBlack.
Stellenausschreibungen in 2016 in Berlin, München und Zürich ließen darauf schließen, dass Uber sein Angebot auch in Deutschland auf Essensauslieferungen erweitern möchte. Unter dem Namen Uber Eats bietet das Unternehmen diesen Lieferservice bereits in Australien, Belgien, Frankreich, Japan, Kanada, Mexiko, Neuseeland, Polen, Spanien, Südafrika, Taiwan, den USA, dem Vereinigten Königreich und vielen weiteren Ländern an, seit Dezember 2016 auch in Wien, inzwischen auch in einer Vielzahl deutscher Städte. Seit 2017 setzt McDonald’s bei seinem Lieferservice McDelivery auf die Dienste von Uber Eats.
Im Januar 2017 verkündete Uber eine Kooperation mit Daimler im Bereich Entwicklung selbstfahrender Pkw. Im April bestätigte der Fahrdienstvermittler einen Bericht der Nachrichtenagentur Bloomberg L.P. über einen Nettoverlust von rund 2,6 Milliarden Euro im Vorjahr. Im gleichen Monat wurde bekannt, dass der Axel-Springer-Verlag eine Beteiligung an Uber erworben hat.
Am 13. Juli 2017 unterzeichneten Yandex und Uber eine Vereinbarung zur Kooperation bei Online-Taxi-Bestellungen in Russland, Aserbaidschan, Armenien, Belarus, Georgien und Kasachstan.
Die Unternehmen beschlossen, 325 Millionen Dollar in die gemeinsame Struktur zu investieren. 59,3 % der Plattform wird Yandex besitzen, 36,6 % Uber und 4,1 % die Mitarbeiter.

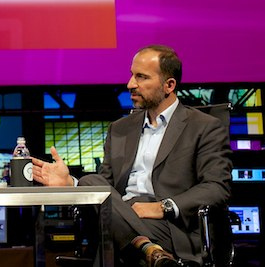
Der heutige Geschäftsführer Dara Khosrowshahi, 2012

Im Juni 2017 trat Kalanick nach sieben Jahren als CEO zurück. An seine Stelle trat ab 1. September Dara Khosrowshahi. Er war zuvor zwölf Jahre lang Chef von Expedia.
Im November 2017 beschloss das japanische Unternehmen Softbank über ein Konsortium die Beteiligung an Uber.
Im März 2018 ereignete sich ein tödlicher Unfall mit einem Uber-Roboterauto. Uber musste die Tests bis auf weiteres einstellen.
Im April 2018 hat Uber Jump Bikes, ein Fahrrad- und Elektro-Tretroller-Verleihunternehmen übernommen und ist damit auch nach Europa expandiert.
Im Juni 2019 war Jump in Nordamerika in 22 Städten und in Europa u. a. in Berlin, Paris, und Lissabon verfügbar. Im Mai 2020 verkündet Uber eine Beteiligung in Höhe von 170 Millionen US-Dollar am Elektro-Tretroller Anbieter Lime, dessen Angebot in der Uber App angezeigt werden soll. Uber gibt gleichzeitig sein Geschäft mit Mieträdern und Elektro-Tretrollern an Lime ab.

### Public policy advisory board
Das Unternehmen richtete das Public policy advisory board (einen Beirat für das öffentliche Auftreten) ein, das Uber in unterschiedlichen Fragen berät. Dem Gremium gehören zum Beispiel der ehemalige Minister Ray LaHood, die ehemalige EU-Kommissarin Neelie Kroes und seit 2017 der frühere Bild-Chefredakteur Kai Diekmann an. Die Mitglieder treffen sich einmal jährlich in San Francisco. Die Tätigkeit wird mit Unternehmensanteilen kompensiert.

### Uber Files
Am 10. Juli 2022 wurden die Uber Files veröffentlicht. Viele Journalisten aus aller Welt, koordiniert durch das Internationale Netzwerk investigativer Journalisten und den Guardian, hatten diese analysiert und ausgewertet. In den Files konnten die Lobbyismus-Praktiken nachvollzogen werden, die Uber auch auf höchster politischer Ebene anwandte.

### Sponsoring
2024 erwarb Uber die Namensrechte an der bisherigen Berliner Mercedes-Benz Arena, nachdem die Mercedes-Benz Group diese vorzeitig aufgegeben hatte. Zusätzlich zur Umbenennung in Uber Arena am 22. März erhielt auch der Vorplatz mit Uber-Platz eine neue Bezeichnung. Außerdem wurde die Verti Music Hall in Uber Eats Music Hall umbenannt.

## Deutschland

### Überblick
Uber hatte am 4. November 2022 in sechzehn deutschen Städten Fahrten an lokale Mietwagen- und Taxiunternehmen vermittelt. Außerdem kann man über die Uber-App seit 2019 in Berlin und München JUMP E-Bikes und E-Scooter leihen. Im November 2019 startete Uber sein erstes Pilotprojekt auf dem Land in Kirchheim bei München. Nach drei Monaten und rund 3000 Fahrten entschloss sich das Unternehmen, das Projekt zu verlängern, Gespräche mit Taxiunternehmen über eine Möglichkeit der Zusammenarbeit zu führen und den Zugang zum Service für ältere Menschen ohne Smartphone zu erleichtern. Im Juni 2020 startete Uber ein zweites Pilotprojekt in Falkensee (Brandenburg), bei dem es Nutzern zwei Zubringerangebote zum ÖPNV bietet.
Seit Oktober 2014 bietet Uber auch in Deutschland den Dienst UberTaxi an. Hier werden örtlich konzessionierte Taxis an Kunden vermittelt. Andere Vermittlungsdienste via Taxi-App machen dies schon länger, und ausschließlich, zum Beispiel FreeNow oder Taxi.eu. Wie diese ist Uber mit UberTaxi nun in Konkurrenz mit den bisherigen Taxizentralen, mit einem sehr ähnlichen Produkt. Der registrierte Kunde nutzt die Uber-App auf seinem Smartphone, um ein Taxi zu rufen. Den Anfahrtweg wie auch die Taxiordnungsnummer sowie Name und Telefonnummer des Fahrers sieht er nach Bestellung auf seinem Smartphone. Dieser Dienst ist, im Gegensatz zu den anderen Angeboten Ubers, nicht umstritten.
Im Gegensatz zu Taxis dürfen Mietwagen mit Fahrer (Funkmietwagen) neue Aufträge nur am Betriebssitz oder „während der Fahrt fernmündlich“ nach § 49 PBefG aufnehmen. Allerdings halten sich die Fahrer oftmals nicht an diese gesetzliche Vorgabe, sondern stehen „taxiähnlich vornehmlich in der Innenstadt bereit, um spontan Fahrgäste aufnehmen zu können“.
Der Markt für Taxidienstleistungen ist in Deutschland über das Personenbeförderungsgesetz (PBefG) reglementiert. Da UberPop-Fahrer weder Taxikonzession noch Mietwagenerlaubnis besitzen, kommt es hier nach Ansicht vieler Taxiunternehmer und Juristen zu einem Wettbewerbsverstoß: In Berlin konnte ein Taxiunternehmer erfolgreich eine einstweilige Verfügung gegen Uber erwirken, weil sich das zuständige Gericht der Ansicht des Klägers anschloss, wonach der Geschäftsbetrieb von Uber als „taxiähnlich“ einzustufen sei. Jedoch wurde vom klagenden Taxiunternehmer diese Verfügung nicht angewandt, da er hohe Schadensersatzansprüche seitens Uber fürchtete.
In Deutschland entschieden bereits mehrere Gerichte zu Ungunsten des Dienstes UberPop. Am 18. März 2015 erklärte das Landgericht Frankfurt in einer Grundsatzentscheidung den Dienst in ganz Deutschland für wettbewerbswidrig, da die vermittelten Fahrer gesetzeswidrig ohne Lizenz fahren. Ende Mai 2015 stellte Uber den Dienst UberPop in Deutschland vollständig ein, im Juni 2018 kündigte Uber-Chef Dara Khosrowshahi in Berlin an, hier vermehrt auf die Vermittlung von E-Autos und E-Bikes zu setzen.
Im Oktober 2019 wurde von einem der 700 Mitglieder der Kölner Taxigenossenschaft (Taxiruf Köln eG) eine einstweilige Verfügung mit bundesweiter Gültigkeit erwirkt, nach deren Inhalt über die UberX–App keine Vermittlung von Fahraufträgen mehr stattfinden darf. Diese Verfügung besagt, dass die UberX–App nach Bewertung der zuständigen Kammer wettbewerbswidrig ist, weil Aufträge direkt durch den (Funkmietwagen-)Fahrer angenommen werden können. Laut Personenbeförderungsgesetz müssen diese Aufträge aber zuerst in der jeweiligen Mietwagenzentrale am Betriebssitz eingehen.
Die Umsetzung dauert an, da die international operierende Firma Uber behauptet, die in Amsterdam zuzustellende Verfügung, welche in deutscher Sprache abgefasst ist, nicht lesen zu können. (Stand 23. Oktober 2019)
Seit dem 19. Dezember 2019 darf Uber über seine App in ganz Deutschland vorerst keine Beförderung per Mietwagen mehr anbieten. Dies entschied das Landgericht Frankfurt am Main an jenem Tage mit sofortiger Wirkung (Az.: 3-08 O 44/19). Beobachtungen zeigen, dass Uber dieses Gerichtsurteil weitestgehend ignoriert und dies auch öffentlich bekundet.

### Hamburg
Am 22. Juli 2014 verbot die Hamburger Verkehrsbehörde de facto UberPop, indem sie untersagte, entgeltliche oder gewerbliche Fahrten an Personen zu vermitteln, denen eine Genehmigung nach dem PBefG fehlt. Das Hamburgische Oberverwaltungsgericht erklärte die Untersagungsverfügung am 24. September 2014 in einem Verfahren des einstweiligen Rechtsschutzes für sofort vollziehbar. Uber droht eine Strafe von 1000 EUR pro Verstoß, wenn diese weiter Fahrten durchführen würden.
Bereits im Juni wurde dem Konkurrenzunternehmen WunderCar durch die Stadt Hamburg untersagt, Touren über eine App zu vermitteln. Am 25. Juli 2014 wurde berichtet, dass auch andere Großstädte wie Berlin, Frankfurt und München ein Verbot von Uber prüfen.
Seit dem 17. Juli 2019 sind UberX und UberGREEN in Hamburg verfügbar.

### Berlin
Im August 2014 stellte das Berliner Landesamt für Bürger- und Ordnungsangelegenheiten Uber eine Untersagungsverfügung für sein Vermittlungsangebot in Berlin zu und drohte je Verstoß eine Geldstrafe von 25.000 Euro an. Die Verfügung sei jedoch noch nicht bestandskräftig.
Schließlich verbot das Land Berlin UberPop und UberBlack. Auch wenn Uber selbst weder eigene Fahrzeuge noch angestellte Fahrer habe, sei das Unternehmen nicht nur bloßer Vermittler von Fahrdiensten. Uber trete gegenüber den Fahrgästen als Vertragspartner auf. Das Angebot UberBlack verstoße gegen die im Personenbeförderungsrecht geltende Rückkehrpflicht von Funkmietwagen an den Betriebssitz und verwische so in unzulässiger Weise die Unterscheidung von Taxen- und Mietwagenverkehr. Das Verwaltungsgericht Berlin bestätigte daher das behördliche Verbot am 26. September 2014.
Am 7. Oktober 2014 senkte Uber die Preise für Fahrten in Berlin auf 0,35 € je Kilometer und umging damit die Notwendigkeit einer Konzession nach dem Personenbeförderungsgesetz. Durch die Kostensenkung unter die Betriebskosten würde der Dienst eine Vermittlung von Mitfahrgelegenheiten ohne Verdienst darstellen. Gleichzeitig startete Uber eine Petition für eine Gesetzgebung zu Gunsten seiner Art der Personenbeförderung und rief zur Unterzeichnung der Petition auf. Für UberBlack will Uber eigene Fahrzeuge anschaffen und eine Konzession erwerben.
Am 15. Juli 2019 meldete Uber, dass es in Berlin nun auch UberXL, einen Dienst, der sich an Gruppen bis sechs Personen richtet, gibt.

### München
Am 26. März 2018 startete Uber in München mit UberGREEN und 30 Fahrzeugen seine erste E-Autoflotte in Deutschland.
Eine bundesweite einstweilige Verfügung erließ am 25. August 2014 das Landgericht Frankfurt ohne mündliche Verhandlung auf Antrag der Genossenschaft Taxi Deutschland. Auszug daraus:

„[Uber wird] untersagt, Beförderungswünsche von Fahrgästen über die technische Applikation „Uber“ und/oder […] „UberPop“ an Fahrer/Fahrerinnen zu vermitteln, soweit diese mit der Durchführung der Beförderungswünsche entgeltliche Personenbeförderung mit Kraftfahrzeugen durchführen würden, ohne im Besitz einer Genehmigung nach dem PBefG zu sein, es sei denn, das Gesamtentgelt für die Beförderungsfahrt übersteigt nicht die Betriebskosten der Fahrt.“

Uber kündigte an, dagegen vorzugehen und seine Dienste trotz des Verbotes weiterhin unverändert anzubieten. Diese Verfügung hob das Gericht am 16. September 2014 mit der Begründung wieder auf, dass in der Sache die Verfügung zwar rechtens gewesen sei, es sich aber in der Verhandlung „herausgebildet (habe), dass die zunächst vermutete Dringlichkeit als widerlegt zu erachten ist“. Taxi Deutschland kündigte an, in Berufung zu gehen.
Am 18. März 2015, nach Klage von Taxi Deutschland, verbot das Landgericht Frankfurt Uber in ganz Deutschland Fahrten zu vermitteln, bei denen die Fahrer keinen Personenbeförderungsschein haben. Dies betrifft das UberPop-Angebot. Laut einem der Uber-Sprecher, Fabien Nestmann, sei davon auszugehen, dass das Unternehmen Berufung einlegen wird.
Am 21. April gab das Landgericht bekannt, dass es die Sicherheitsleistung vom Kläger empfangen habe, das Urteil wird also vollstreckbar. Uber reagierte: Da in Frankfurt und München der UberPop-Preis noch über dem „Preisniveau von Mitfahrzentralen“ in Höhe von, so Uber, 0,35 € pro Kilometer, lag, senkte Uber in diesen letzten zwei Städten den Preis auf diese 0,35 € pro Kilometer. In den anderen drei der fünf deutschen UberPop-Städte war der Preis schon früher gesenkt worden. Die Uber-Repräsentanten für Deutschland schrieben zu der Preissenkung: „Es ist zu erwarten, dass uberPOP unter diesen Umständen auf der einen Seite noch attraktiver für euch als Nutzer wird, aber auf der anderen Seite für Fahrer deutlich unattraktiver wird. Es wird wahrscheinlich in den nächsten Wochen deutlich schwerer werden, ein uberPOP zu bestellen.“
Am 9. Juni 2016 bestätigte das Oberlandesgericht Frankfurt am Main das Verbot der Vermittlung von Fahrten durch UberPOP.
Am 10. Februar 2020 verbot das Landgericht München I die Uber-Apps, nachdem eine Taxiunternehmerin geklagt hatte. Das Urteil wurde unter anderem mit einer Missachtung der Rückkehrpflicht begründet. Außerdem müsse der Beförderungsauftrag zunächst am Betriebssitz des Mietwagenunternehmens eingehen. Das Urteil ist (Stand 23. Februar 2020) noch nicht rechtskräftig, für die Klägerin jedoch ggf. gegen Sicherheitsleistung in Höhe von 100.000 Euro sofort vollstreckbar. Ob diese Sicherheit geleistet wird, entscheidet die Klageseite. Uber argumentierte, das Verbot beziehe sich nur auf eine veraltete Version und führte den Betrieb regulär weiter.

### Ersatz durch UberX
Im Mai 2015 begann Uber, in Deutschland einen weiteren Dienst als Option in seiner App für vorerst vier Städte (München, Frankfurt, Hamburg und Düsseldorf) anzubieten: UberX. Diesen gibt es in anderen Ländern auch schon länger. In Deutschland prägt er sich laut Uber so aus: „Mit [uberX] nehmen wir die wesentlichen Kritikpunkte der bisherigen rechtlichen Diskussion auf und passen uns an die bestehende Regulierung in Deutschland an. […] [B]ei uberX werden dir Fahrten vermittelt, die durch lizenzierte Mietwagenunternehmen durchgeführt werden. Alle Fahrer verfügen über einen Personenbeförderungsschein […]“
Nach der Einführung des Ersatzes UberX in vier Städten stellte man UberPop anschließend in ganz Deutschland ein.
Ende Oktober 2015 kündigte Uber an, ab dem 9. November in Deutschland seine Dienste vorübergehend nur noch in München und Berlin anzubieten. Inzwischen sind Düsseldorf und Frankfurt wieder dazugekommen, Köln startete im April 2019 und Hamburg im Juli 2019, nach langen Startschwierigkeiten folgte Nürnberg schließlich im November 2024.

### Einkommen und Steuerpflicht der Uber-Fahrer
Uber greift zwar einerseits auf angeschlossene Funkmietwagenunternehmen (UberBlack) oder Taxis (UberTaxi) zurück, jedoch andererseits bis zum Verbot 2016 auch auf private Fahrer mit eigenem Pkw (UberPop). Für die offiziellen Taxis und Mietwagen (auch Minicar genannt) liegt eine Gewerbeanmeldung und Genehmigung zur gewerblichen Personenbeförderung vor. Innerhalb dieser verpflichtenden Regelungen sind nach Ansicht vieler Taxi-Unternehmer die privaten Fahrer ebenfalls verpflichtet, die geltenden Pflichten für eine gewerbliche Personenbeförderung zu erfüllen und die geltenden Regelungen für gewerbliches Einkommen zu erfüllen.
In Deutschland ist bei Gewinnerzielungsabsicht eine Gewerbeanmeldung gefordert. Durch regelmäßige Fahrten wird, abzüglich der eigenen Kosten (Abnutzung, Treibstoff, Vermittlungsgebühren, Kosten für mobiles Internet), ausweislich der offiziellen Uber-Tarife ein steuerpflichtiger Gewinn bei dem Beförderer generiert. Dazu kommt der Charakter einer gewerblichen und sichtbar nach außen gerichteten Tätigkeit mit einem vertraglich festgelegten Umsatzgebaren (z. B. 20%ige Vermittlungsgebühr an Uber).

## Österreich
Nach einer Klage von Taxi 40100 erfolgte ein Gerichtsentscheid, dass Mietwagenfahrer einen Folgeauftrag an der Betriebsstätte oder in der Wohnung des Betreibers entgegennehmen müssen und nicht im Automobil, das vom vorhergehenden Auftrag noch nicht zurückgekehrt ist.
Uber stellte seinen Betrieb daraufhin am 25. April 2018 ein, um sein Vermittlungsprozedere anzupassen. Am 27. April kurz nach 19:00 Uhr war Uber mit einem neuen Modus wieder in Betrieb, der diesem Gerichtsentscheid entsprechen soll. Anfang Juni 2019 wurde bekannt, dass der Service UberX nun ebenfalls in Graz, Salzburg und Linz getestet werden soll. Im Februar 2020 gewann Uber in Österreich zwei Gerichtsverfahren. Der Oberste Gerichtshof bestätigte am 7. Februar, dass das Geschäftsmodell von Uber rechtmäßig ist und keine Mietwagenkonzession benötigt wird. Damit beendete der Oberste Gerichtshof einen jahrelangen Rechtsstreit zwischen der Wiener Taxifunkzentrale 40100 und dem US-Unternehmen. Am 22. Februar wurde dann bekannt, dass auch das Oberlandesgericht Wien urteilte, dass Uber mit seinem aktuellen Geschäftsmodell rechtmäßig in Österreich operiert. Das Gericht stufte Uber dabei als Vermittlungsplattform ein.

## Schweiz
Uber verzichtete zu Ende Mai 2018 in der Schweiz auf sein Angebot UberPop. Außer in Basel, Zürich, Lausanne und Bern steht UberX auch in Genf zur Verfügung, wo UberPop nie eingeführt wurde. Zusätzlich gibt es in Zürich und Genf auch noch den Limousinen-Service UberBlack sowie in Zürich UberGreen mit Elektrofahrzeugen. Die geschätzten 2.500 Fahrer in der Schweiz wurden ab Ende Mai 2019 kollektiv bei den Axa Versicherungen versichert. Ende Oktober 2019 wurden Uber weitere Aktivitäten im Kanton Genf verboten, sollten die Fahrer nicht bis Ende November 2019 regulär angestellt sein (vgl. Scheinselbständigkeit), dass auch Sozialleistungen wie die Alters- und Hinterlassenenversicherung bezahlt würden. Im November 2020 urteilte das Genfer Kantonsgericht, dass die Fahrer als Angestellte und nicht als selbstständig gelten. Entsprechend muss das Genfer Taxi-Gesetz eingehalten werden. Im Juni 2022 hat das Bundesgericht eine Beschwerde der Uber Switzerland GmbH und der niederländischen Uber B.V. abgewiesen und somit das Urteil der Vorinstanz bestätigt. Die Schweizer Fahrten werden steuergünstig in den Niederlanden abgerechnet. Die Uber B.V. ist Gesellschafterin der Uber Switzerland GmbH. In der Schweiz gehört Uber zu den Gründungsmitgliedern des im Dezember 2021 auf Initiative der Mobilitätsakademie gegründeten Branchenverbands Swiss Alliance for Collaborative Mobility (kurz CHACOMO).

## Fahrdaten, Daten über die Fahrer, Algorithmus
Uber sammelt umfangreich Daten über seine Fahrer und Kunden. So wird zum Beispiel über GPS ausgewertet, wie bei einer Fahrt die exakte Route war, wann sie gefahren wurde, wer gefahren ist, wer der Passagier war, wo das Auto mal stoppte und selbst, wo es langsamer fuhr oder abgebogen ist.
Uber wertete seine Daten in den USA in Hinblick auf mögliche One-Night-Stands aus und filterte dazu Daten von Personen heraus, die nachts und am frühen Morgen zwei Fahrten buchten, bei denen der Abfahrtsort der zweiten in einem Radius von 160 Metern vom Absetzpunkt der ersten Fahrt lag. Auf der Grundlage dieser Daten wurden Karten von Städten erstellt, in denen die Bezirke mit vermeintlich besonders vielen One-Night-Stands hervorgehoben dargestellt wurden. Ubers Chef für das Gebiet Deutschland, Fabien Nestmann, sagte dazu, man werde sich aber in Zukunft darauf konzentrieren, „sinnvolle Auswertungen zu machen“.
Für die USA veröffentlichte Uber auch Statistiken zu seinen Fahrern, die aus unternehmensinternen Daten und einer Umfrage unter einem Teil der Fahrer gewonnen worden waren: Im Dezember 2014 hatte Uber in den USA 162.000 aktive Fahrer (klassifiziert als solche, die mindestens viermal in dem Monat fuhren), davon waren ein Viertel, 40.000, zuvor noch gar nicht für Uber gefahren. Das Alter der Uber-Fahrer in den USA ist gleichmäßiger verteilt als bei den Taxifahrern, die tendenziell älter sind. Sie sind im Vergleich zu den Taxifahrern öfter weiblich und haben auch öfter einen College-Abschluss. Die Mehrheit der US-Uber-Fahrer fährt nicht Vollzeit. Gemäß der von Uber beauftragten Umfrage haben es 73 % der Uber-Fahrer in den USA lieber, wenn sie sich selbst aussuchen können, wann am Tag sie arbeiten, und wenn sie ihr eigener Chef sind, statt einen 9-bis-17-Uhr-Job mit Sachbezügen/Versicherung durch den Arbeitgeber und festem Gehalt zu haben.
Algorithmus zur Erkennung und Vermeidung von Kontrollen
Die New York Times berichtete im März 2017, mit welchen Methoden Uber städtische Kontrolleure identifizierte und auszusperren versuchte.

## Fahrpreise
In Deutschland vermittelt Uber heute laut eigenen Angaben ausschließlich Fahrten an lizenzierte Mietwagen- und Taxiunternehmen. Die Fahrer besitzen laut Angaben Ubers alle einen Personenbeförderungsschein. Journalistische Recherchen zeigen jedoch, dass dies in vielen Fällen immer noch nicht zutrifft. Die Höhe des Fahrpreises legt nicht der Fahrer fest, sondern er ist in der Uber-App vorgegeben und wird vom Fahrgast mit Kreditkarte oder dem Internetbezahldienst PayPal bezahlt. Die Preise sind aber nicht wie beim Taxigewerbe behördlich festgelegt, sondern werden vom Mietwagenunternehmen festgelegt. Fahrten können, aufgrund besserer Auslastung der Fahrzeuge, oft unter den Preisen eines Taxis angeboten werden, allerdings in Zeiten hohen Fahrtenaufkommens oder einer Verknappung von Beförderungsmöglichkeiten, etwa bei massivem Schneefall, Busstreik oder Messen, können die Fahrpreise ansteigen. (surge pricing). Dieser kurzfristige Anstieg kann allerdings auch massiv ausfallen. Während einer Geiselnahme in Sydney im Dezember 2014 erhöhte Uber die Fahrpreise zum Teil um das Dreifache. Erst nach Protesten im Internet ruderte das Unternehmen zurück und bot eine Rückzahlung an.

## UberElevate
UberAIR/UberElevate will Kurzflüge mit Helicopter anbieten; Demonstrationsflüge sollen 2020 in Dallas und Los Angeles starten, der kommerzielle Betrieb soll 2023 beginnen. Es wird erwartet, dass das Programm auf Sicherheits- und behördliche Hindernisse stößt.

## Kritik

### Sexuelle Übergriffe durch Uber-Fahrer
Im Juli 2022 verklagten 550 Frauen Uber in den USA, nachdem sie sexuelle Gewalt durch Uber-Fahrer erlebt hatten. Der Fall wurde beim San Francisco County Superior Court eingereicht und beschuldigte Uber sich der anhaltenden sexuellen Übergriffe seit 2014 bewusst gewesen zu sein, aber keine Maßnahmen unternommen zu haben, solche Angriffe zu unterbinden. Uber wurde vorgeworfen, sich stattdessen hauptsächlich auf das eigene Wachstum konzentriert zu haben. Allein in den USA wurden in den Jahren 2017 bis 2020 etwa 10.000 Fälle durch Uber-Fahrer begangener sexueller Übergriffe gemeldet. Zahlreiche Fälle sind auch für Europa dokumentiert. Uber integrierte in seine App seitdem einige zusätzliche Funktionen, um sexuelle Übergriffe und anderes Fehlverhalten durch Uber-Fahrer einfacher und schneller melden zu können.

### Weitere Übergriffe durch Uber-Fahrer
Bei den Ausschreitungen in Amsterdam im November 2024 vernetzten sich Uber-Fahrer, um sich an der Hetzjagd auf Juden zu beteiligen.

### Mitarbeiter, Umgang mit Nutzern
Die New York Times befragte Anfang 2017 für eine Analyse der Unternehmenskultur mehr als 30 Angestellte, darunter ehemalige, und wertete interne E-Mails, Chats sowie Tonaufnahmen von Meetings aus. Auf dieser Basis beschrieb die Zeitung die Unternehmenskultur als „hemmungslos“. Das Management Ubers habe es sich zum Ziel gemacht, einen gnadenlosen Konkurrenzkampf unter seinen Mitarbeitern anzustacheln. Verfehlungen erfolgreicher Mitarbeiter würden toleriert.
Im November 2017 wurde Uber in den Veröffentlichungen der Paradise Papers aufgelistet.
Erst am 21. November 2017 informierte die Unternehmensleitung rund 50 Millionen Uber-Nutzer und die Öffentlichkeit über den massiven Diebstahl von Datensätzen beim Cloud-Dienst, obwohl der Datendiebstahl bereits im Jahr 2016 stattfand. Die New Yorker Strafverfolgungsbehörde leitete daraufhin Ermittlungen zur Cyberattacke ein. Von Uber wurde ein Lösegeld in Höhe von 100.000 Dollar gezahlt, damit die gestohlenen Daten nicht veröffentlicht werden.
Am 4. Dezember 2019 wurde bekannt, dass in einem Uber-Büro in Providence, Rhode Island getrennte Toiletten für Uber-Mitarbeiter und Uber-Fahrer errichtet worden waren. Auf Anfrage von VICE bedauerte ein Uber-Sprecher den Vorfall. Daraufhin ließ Uber die Schilder wieder entfernen.

### Kontroverse zu UberPop
UberPop ist eine Dienstleistung der Firma Uber, die private Fahrer mit ihren PKW an beförderungswillige Kunden vermittelt. Hierfür benötigt der Fahrer ein Auto mit mindestens vier Türen, und dieses darf weder sichtbar beschädigt noch älter als neun Jahre sein. Uber versteht sein Angebot UberPop als Bestandteil der Share Economy, in der jeder sich und seine Fähigkeiten der Allgemeinheit zur Verfügung stellt. Von Verteidigern des Angebots wird UberPop häufig als eine App-gestützte Variante einer Mitfahrgelegenheit interpretiert. Jedoch zeichnen sich Mitfahrgelegenheiten und Mitfahrzentralen dadurch aus, dass nicht der Kunde die Wegstrecke maßgeblich bestimmt und das Entgelt sich überwiegend nach den Selbstkosten (Kostendeckung) des mitnehmenden Autofahrers richtet, also der Autofahrer damit keine gewerbliche Gewinnerzielungsabsicht verfolgen darf. UberPop hingegen berechnete anfangs pro Kilometer ca. 80 % eines normalen Taxitarifes. Am 7. Oktober 2014 senkte Uber jedoch die Preise für Fahrten in zwei deutschen Städten auf 0,35 € je Kilometer – und damit auf die Höhe der Selbstkosten –, um akut drohenden gerichtlichen Auseinandersetzungen aus dem Weg zu gehen.
Nach Ansicht vieler Juristen und zweier deutscher Gerichte ist das Angebot trotzdem in weiten Teilen rechtswidrig. So ist für die Personenbeförderung von zahlenden Kunden in Deutschland u. a. ein spezieller Führerschein zur Fahrgastbeförderung vorgeschrieben. Uber fordert vom Fahrer allerdings lediglich ein Führungszeugnis und Auskunft über den Punktestand beim Kraftfahrt-Bundesamt, jedoch keine geeichten Wegstreckenzähler, keine 12-monatigen Nachweise über den technischen Zustand des Fahrzeugs und auch keine Überprüfung der gesundheitlichen Eignung des Fahrpersonals (z. B. Sehtest), die regulär zur Erneuerung des Führerscheins zur Fahrgastbeförderung alle fünf Jahre nötig ist.

### Weltweite Proteste, Verbote und Einschränkungen
Im Jahr 2017 erlitt Uber vor dem Europäischen Gerichtshof eine schwere Niederlage. Dieser stufte das Unternehmen als Verkehrsdienstleister ein statt als reinen Vermittler und machte damit das ursprüngliche Geschäftsmodell zunichte. Der Dienst unterscheidet sich nun rechtlich nicht mehr wesentlich von klassischen Taxidiensten, so dass auch Uber-Fahrer eine Lizenz benötigen dürften. Es sei Sache der EU-Mitgliedstaaten, die Bedingungen zu regeln, unter denen solche Dienstleistungen erbracht würden.

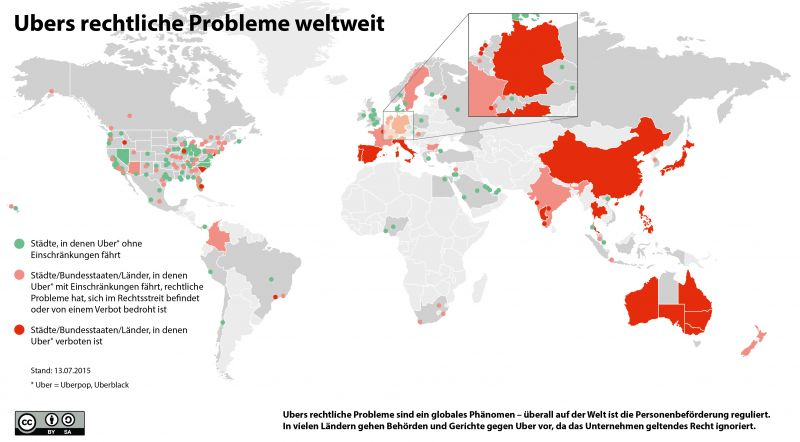
Rechtliche Situation von UberPop und UberBlack weltweit (Stand: August 2015)

Reaktionen auf den Anbieter, der oftmals in einer rechtlichen Grauzone arbeitet, gibt es weltweit.
In Paris und Lyon wurden Uber-Fahrer im Januar 2014 von Taxifahrern angegriffen; in Seattle wurden sie blockiert. In Brüssel und New York wurde Uber im April 2014 gerichtlich untersagt, Fahrten zu vermitteln. In New York findet (Stand 2015) der Uber-Service jedoch wieder statt.
Am 11. Juni 2014 protestierten zahlreiche Taxifahrer in Europa gegen Uber. Damit wurde die Politik auf das Problem der Fahrten-Vermittlung aufmerksam, jedoch machten die Berichte über die Proteste auch viele Kunden erst auf Uber aufmerksam. In London stieg die Zahl der Neuanmeldungen bei Uber gegenüber dem Durchschnitt um 850 %.
In Indonesien, Thailand, den Niederlanden und Spanien wurde der Dienst in der zweiten Jahreshälfte 2014 landesweit verboten. Auch Indien verbot zu Anfang Dezember 2014 der Firma Uber, seinen Dienst UberPop in Neu-Delhi anzubieten, nachdem ein Fahrgast von einem Uber-Fahrer verschleppt und vergewaltigt worden war. Der Vorwurf an Uber lautet, dass der vorbestrafte Fahrer von Uber eingesetzt worden war, ohne ihn zuvor überprüft zu haben. Vom indischen Innenminister Singh wird zurzeit auch ein landesweites Verbot erwogen. In den US-Bundesstaaten Kalifornien und Oregon muss sich Uber vor Gerichten demnächst wegen Sicherheitsmängeln, unzulässigen Gebührenerhebungen und anderen Gesetzesverstößen verantworten.

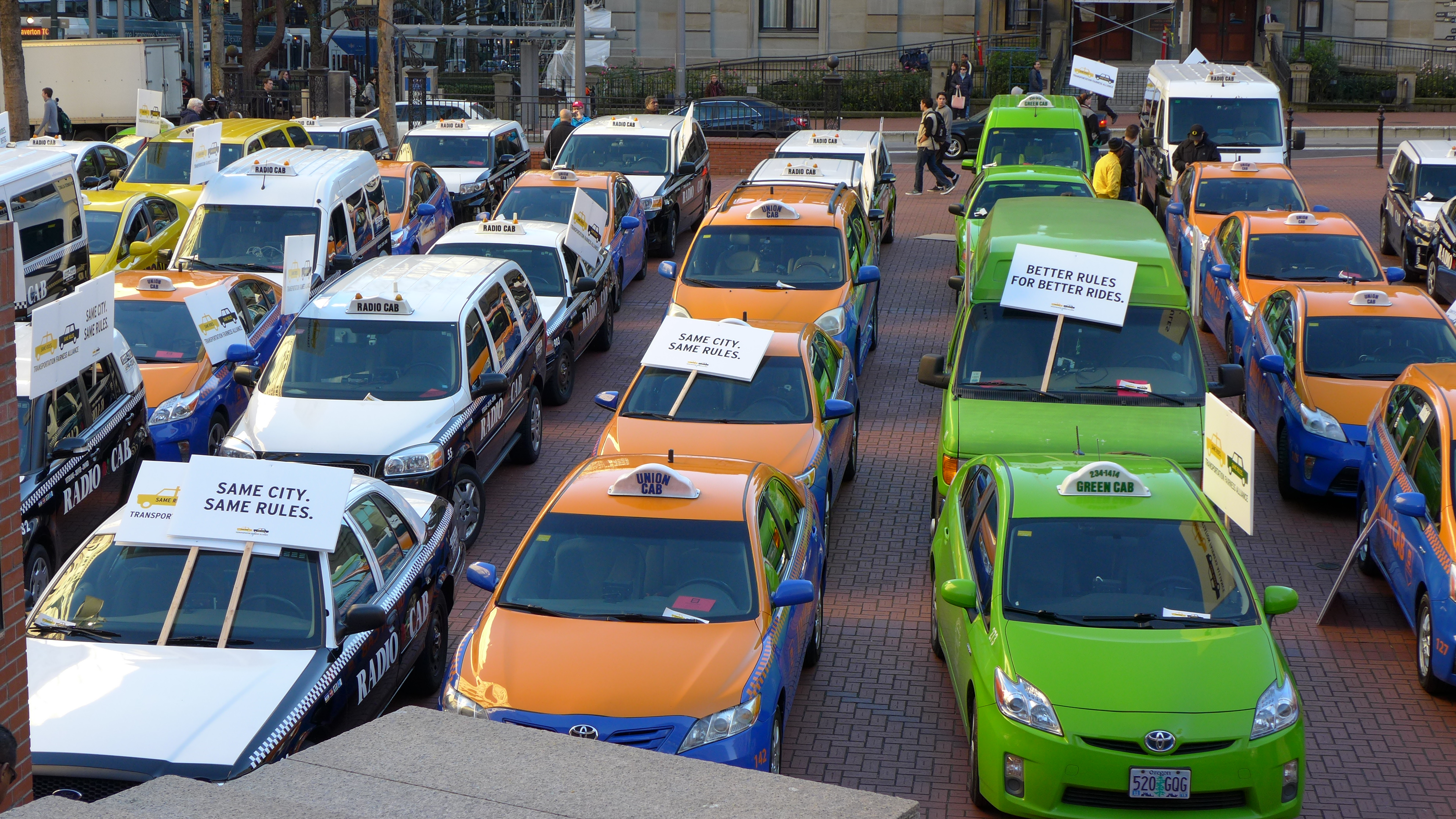
Taxifahrer protestieren in Portland, USA gegen die ungleiche Regulierung von Taxis und deren Konkurrenz durch Uber, 2015

 Der Stadtrat von New York City verkündete gemeinsam mit dessen Bürgermeister Bill de Blasio im Juli 2015, das Wachstum von Uber für ein Jahr hier per Gesetzgebung auf maximal 1 Prozent beschränken zu wollen sowie die Auswirkungen des Fahrdienstes auf Verkehr und Umwelt zu untersuchen.
Heftige Kritik wurde laut, als Uber nach der Geiselnahme von Sydney Fahrten zur Evakuierung besorgter Bürger zu Preisen durchführte, die aufgrund der rein betriebswirtschaftlichen Preispolitik gegenüber dem normalen Fahrpreis bis zu dreifach erhöht waren. Nach massiver Kritik und einem Shitstorm im Internet zeigte sich Uber jedoch reumütig und bot den Betroffenen unter anderem Rückzahlungen an. Zuvor hatte Uber allerdings argumentiert, aufgrund der höheren Preise seien mehr Fahrer animiert worden, in die Krisengegend zu fahren, sodass die Betroffenen auf diese Weise schneller evakuiert werden konnten, also ein allgemeiner Nutzen aus der konsequenten Anwendung des Prinzips von Angebot und Nachfrage resultiere. In den USA wurde Uber bereits untersagt, in Notsituationen willkürlich seine Preise anzuheben (also das sogenannte „Surge Pricing“-Modell anzuwenden).

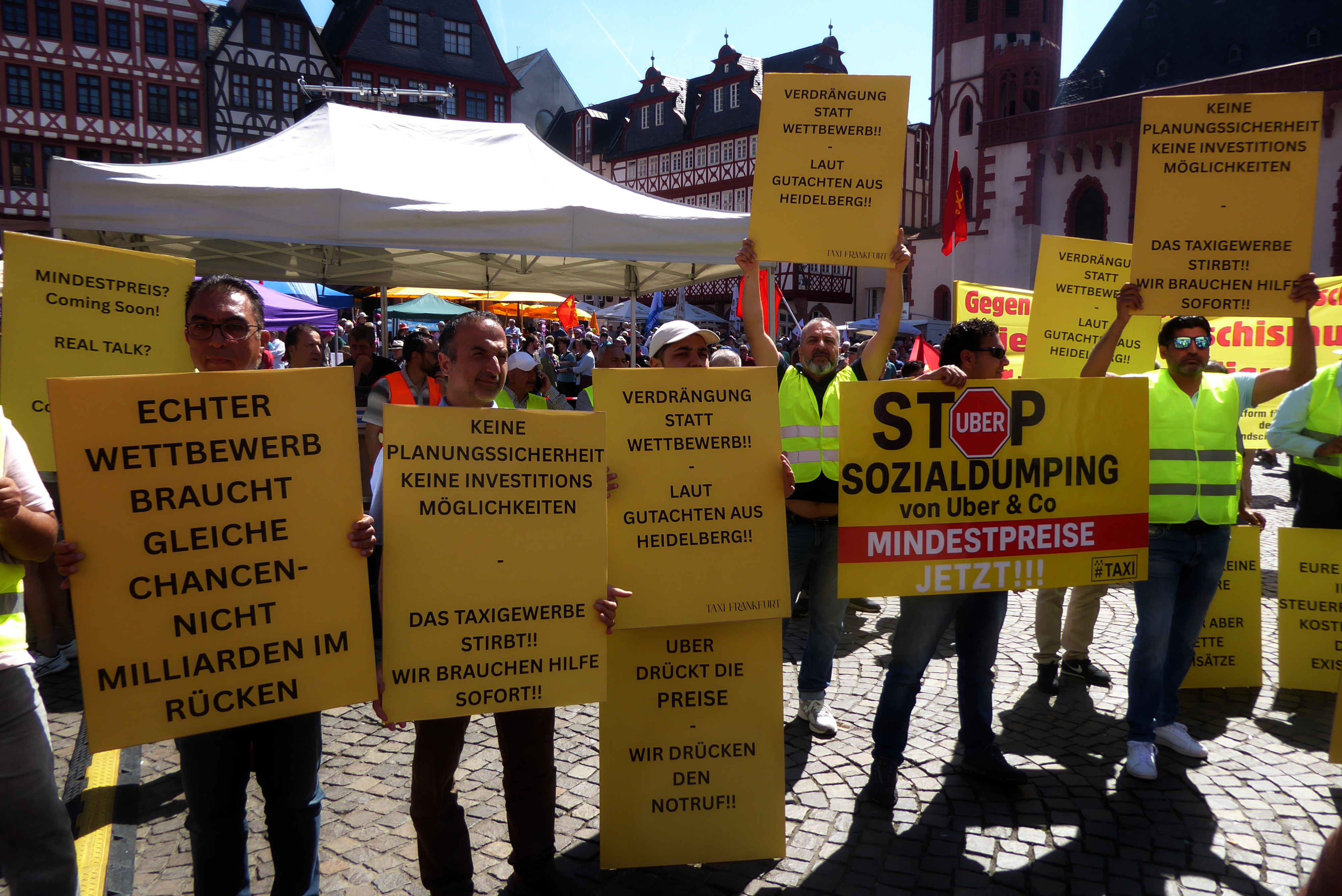
Taxifahrerprotest auf der 1. Mai Kundgebung in Frankfurt am Main

In Frankreich ist UberPop seit 2015 verboten. Im ersten Quartal 2015 wurden bisher (18. März 2015) etwa 250 Fahrer mit Geldbußen bestraft. Die Uber-Zentrale in Paris wurde im März 2015 von der Staatsanwaltschaft durchsucht. Am 29. Juni 2015 wurden die Geschäftsführer von Uber Westeuropa und Uber Frankreich sogar zeitweilig in Polizeigewahrsam genommen. Das Verbot beruht auf einem im Herbst 2014 verabschiedeten französischen Gesetz, das unter anderem die Vermittlung nicht-professioneller Fahrer zur Personenbeförderung verbietet. Auch führte das Gesetz dazu, dass es nunmehr verboten ist, auf einer Karte die Verfügbarkeit von Fahrern in der Nähe anzuzeigen. Die EU-Kommission untersuchte im Dezember 2014, ob das Gesetz den EU-Regeln des freien Marktes entspricht. Schon Anfang 2014 hatte in Frankreich bis zur gerichtlichen Aufhebung nach nur einem Monat eine restriktive Vorschrift gegolten, wonach beim Einsatz „lizenzierter touristischer Fahrzeuge mit Chauffeur“ (sogenannter VTCs) sowie Uber Le Cab und anderen vergleichbaren Diensten zwischen Bestellung und Einstieg des Kunden mindestens 15 Minuten vergehen mussten.
In Kopenhagen wurde das Unternehmen im Dezember 2016 der Beihilfe zu illegalen Taxifahrten beschuldigt. Uber wies die Vorwürfe zurück. Man stelle Fahrern lediglich eine Plattform für deren Service zur Verfügung.
In der chinesischen Sonderverwaltungszone Macau setzte Uber 2017 nach Druck der Behörden sein Angebot aus.
Die Stadt London weigerte sich, die am 30. September 2017 auslaufende Lizenz von Uber zum Betrieb weiter Teile des Angebots zu verlängern. Die Entscheidung des TfL wurde damit begründet, dass Uber von Anfang an das Gesetz gebrochen habe, seine Fahrer ausbeute und keine Verantwortung für die Sicherheit seiner Fahrgäste übernehme. Das Unternehmen will gegen die Entscheidung rechtlich vorgehen.
Am 25. April 2018 musste Uber die Dienste in Wien aufgrund einer einstweiligen Verfügung des Handelsgerichts Wien vorübergehend einstellen.
Am Flughafen Santiago de Chile wurde am Morgen des 14. Juni 2018 ein Uber-Fahrer bei einer Routineverkehrskontrolle von einem Polizisten durch die Windschutzscheibe angeschossen, nachdem er versucht hatte, den vor dem Wagen stehenden Beamten mit seinem Fahrzeug abzudrängen, um sich der Kontrolle zu entziehen. Der Fahrer, der das Krankenhaus am selben Tag verlassen konnte, hatte den Vorfall mit seiner Handykamera aufgezeichnet und im Internet verbreitet. Daraufhin versammelten sich Uber-Fahrer in Santiago, um gegen das Verhalten der Polizei zu protestieren. In Chile arbeiten private Uber-Fahrer ohne Personenbeförderungslizenz und Taxikennzeichen rechtswidrig, dennoch ist der Dienst wie auch das Konkurrenzangebot des spanischen Anbieters Cabify in allen größeren Städten verbreitet, wird stark genutzt und sogar im Fernsehen beworben. Das Verhältnis zu den Sicherheitskräften ist seit Jahren angespannt, bei Polizeikontrollen werden die Fahrzeuge illegaler Taxichauffeure konfisziert. Während Uber das Verhalten des Polizisten, der durch das Auto selbst am Bein verletzt wurde, als unverhältnismäßig kritisierte, verteidigte Staatspräsident Sebastián Piñera die Polizei und sprach von einer Notwehrsituation. Er sagte zu, die seit 2016 geplante rechtliche Regulierung der Dienste auf der Basis von Wettbewerbsgleichheit gegenüber dem Taxigewerbe zu realisieren. Nach den Vorstellungen der chilenischen Verkehrsministerin müssten Uber-Fahrzeuge alle für gewerbliche Taxidienste vorgeschriebenen Auflagen und Anforderungen an Fahrerqualifizierung und Fahrzeugsicherheit erfüllen. Aus Protest gegen die angekündigte Legalisierung zogen Taxifahrer der Hauptstadt noch am gleichen Nachmittag in einem Autokonvoi am chilenischen Präsidentenpalast La Moneda vorüber.

### Entscheidung des Londoner Supreme Court
Uber hat im jahrelangen Ringen um den Status von Fahrern einen wichtigen Rechtsstreit in Großbritannien verloren. Uber-Fahrer sollten nicht als unabhängige Unternehmer, sondern als Mitarbeiter behandelt werden, urteilte der Londoner Supreme Court im Februar 2021. Damit folgte das Gericht in dem seit 2016 laufenden Streit den Entscheidungen vorheriger Instanzen, gegen die Uber Berufung eingelegt hatte.

### Gerichtsurteile in Kalifornien
Nach dem Fahrdienstvermittler Lyft hatte auch Uber im August 2020 angekündigt, seinen Betrieb im US-Bundesstaat Kalifornien wegen des Streits um den Status von Fahrern auszusetzen. Der Grund ist die Entscheidung eines Richters, dass auf solchen Plattformen aktive Fahrer in dem Bundesstaat gemäß einem Gesetz von 2019 als Mitarbeiter statt als unabhängige Unternehmer behandelt werden müssen.
Bei einem zusammen mit der amerikanischen Präsidentenwahl 2020 abgehaltenen Referendum stimmten am 3. November 2020 58,3 Prozent der kalifornische Wähler für die Abschaffung dieser Regelung. Uber gab nach dem Ergebnis der Volksabstimmung einige zusätzliche Gesundheits- und Versicherungsleistungen für Fahrer bekannt. Laut Berechnungen der Nachrichtenagentur Reuters hätten Uber und Lyft durch das Gesetz Zusatzkosten von jeweils mehr als 392 Millionen US-Dollar entstehen können – im Zusammenhang mit dann fälligen Arbeitslosen- und Krankenversicherungen sowie Mindestlöhnen. Insgesamt gaben die beiden Unternehmen, die von der Regelung betroffen gewesen wären, mehr als 200 Millionen US-Dollar für die Wahlkampagne aus – so viel wie niemals zuvor in Kalifornien.
Uber musste 2021 9 Millionen US-Dollar zahlen, um eine Beschwerde über die Berichterstattung über sexuelle Übergriffe und Belästigungen in Kalifornien beizulegen. Die California Public Utilities Commission (CPUC) hatte Uber aufgefordert, Informationen über Übergriffe und Belästigungen zu übermitteln – was das Unternehmen jedoch nicht tat. Uber hatte argumentiert, dass dies eine „schockierende Verletzung der Privatsphäre“ für die Opfer darstelle. Die Zahlung soll laut CPUC zur Finanzierung von Maßnahmen zur Förderung der Fahrgastsicherheit beitragen.

## Lobbyismus und Manipulation von Staatsprozessen
→ Hauptartikel: Uber Files
Im Juli 2022 wurde bekannt, dass Uber bei seinen Expansionsbestrebungen systematisch Gesetze missachtete, Polizisten täuschte, Gewalt gegen Fahrer ausnutzte und Regierungen heimlich beeinflusste. Die Informationen basieren auf 124.000 internen Dokumenten aus 2013–2017, die Uber Files, die an den britischen Guardian geleakt und mit dem International Consortium of Investigative Journalists (ICIJ) geteilt wurden.
Die Dokumente enthüllten Versuche, Entscheidungsträger wie George Osborne, Olaf Scholz während seiner Bürgermeisterschaft in Hamburg, US-Präsident Joe Biden während seiner Vizepräsidentschaft sowie den französischen Präsidenten Emmanuel Macron heimlich zu beeinflussen. Des Weiteren beschrieben die Dokumente den Einsatz von Tools wie „Greyball“, mit denen örtliche Polizeikräfte in die Irre geführt wurden, und einem „Killswitch“, der bei Polizeirazzien eingesetzt wurde, um Daten zu verbergen.
Der damalige Chef Travis Kalanick, einer der Gründer von Uber, verließ 2017 das Unternehmen im Zusammenhang mit Skandalen wie etwa der Duldung sexueller Belästigung. Der Nachfolger und heutige Chef Dara Khosrowshahi distanziert sich von der damaligen Unternehmenspraxis.